# Team Gerolsteiner
La Gerolsteiner era una squadra maschile tedesca di ciclismo su strada, attiva nel professionismo dal 1998 al 2008.

## Storia
Sponsorizzata da una marca di acque minerali tedesche, Gerolsteiner Brunnen, e diretta da Dieter Koslar, la squadra Gerolsteiner debuttò come formazione UCI di seconda categoria (GSII) a inizio 1998. Nel 1999 venne completamente ristrutturata e messa nelle mani di Hans-Michael Holczer; solo tre corridori rimasero nell'organico: René Haselbacher, Sascha Henrix e Peter Wrolich.
La Gerolsteiner entrò nella prima divisione del ciclismo internazionale nel 2002, soprattutto grazie all'arrivo di Georg Totschnig e Davide Rebellin, e nello stesso anno venne per la prima volta invitata al Giro d'Italia. Partecipò per la prima volta al Tour de France nel 2003, e nel 2005 acquisì la licenza UCI ProTour. Davide Rebellin, in squadra nel periodo 2002-2008, vinse l'Amstel Gold Race, la Freccia Vallone e la Liegi-Bastogne-Liegi nel 2004 e la Parigi-Nizza 2008, lo statunitense Levi Leipheimer (2005-2006) si aggiudicò il Deutschland Tour 2005 e il Critérium du Dauphiné Libéré 2006, mentre il tedesco Stefan Schumacher vinse l'Amstel Gold Race 2007. La Gerolsteiner fece inoltre sue quattro tappe al Giro d'Italia e una al Tour de France,  per due volte il titolo nazionale tedesco in linea, nel 2007 e nel 2008 con Fabian Wegmann, e per sei volte quello a cronometro, nel 2000 e dal 2002 al 2006 con Uwe Peschel, Michael Rich e Sebastian Lang.
Nel settembre 2007 Gerolsteiner annunciò il ritiro dal ciclismo al termine della stagione 2008; nell'agosto 2008 la dirigenza sportiva dovette quindi annunciare lo scioglimento della squadra a fine stagione non essendo stato trovato un nuovo finanziatore. Il 13 ottobre 2008 il manager del team, Hans-Michael Holczer, annunciò il ritiro immediato della formazione da tutte le competizioni dopo la positività al CERA di Bernhard Kohl, miglior scalatore e terzo classificato al Tour de France 2008 (risultati poi revocati). La squadra era già stata interessata da problemi di doping solo una settimana prima, il 6 ottobre, quando era stata confermata la positività sempre al CERA di Stefan Schumacher, in quello stesso Tour de France compagno di camera di Kohl e vincitore di due tappe (anch'esse poi revocate).

## Cronistoria

### Annuario
| Anno | Codice | Nome              | Cat. | Biciclette       | Dirigenza |
| ---- | ------ | ----------------- | ---- | ---------------- | --- |
| 1998 | GLR    | Team Gerolsteiner | GSII | Colnago          | Manager: Dieter Koslar Dir. sportivi: Jakob Schmidt, Peter Verbeek, Bruno Zollfrank, Roger Üben                                                                                                   |
| 1999 | GST    | Team Gerolsteiner | GSII | Klein            | Manager: Renate Holczer Dir. sportivi: Hans-Michael Holczer, Rolf Gölz |
| 2000 | GST    | Team Gerolsteiner | GSII | Klein            | Manager: Renate Holczer Dir. sportivi: Hans-Michael Holczer, Rolf Gölz |
| 2001 | GST    | Gerolsteiner      | GSII | Klein            | Manager: Renate Holczer Dir. sportivi: Hans-Michael Holczer, Rolf Gölz, Christian Henn |
| 2002 | GST    | Gerolsteiner      | GSI  | Klein            | Manager: Renate Holczer Dir. sportivi: Hans-Michael Holczer, Rolf Gölz, Christian Henn |
| 2003 | GST    | Gerolsteiner      | GSI  | Wilier Triestina | Manager: Renate Holczer, Theo Maucher Dir. sportivi: Hans-Michael Holczer, Rolf Gölz, Christian Henn, Reimund Dietzen                                                                             |
| 2004 | GST    | Gerolsteiner      | GSI  | Wilier Triestina | Manager: Renate Holczer Dir. sportivi: Hans-Michael Holczer, Udo Bölts, Christian Henn, Reimund Dietzen, Theo Maucher                                                                             |
| 2005 | GST    | Gerolsteiner      | PT   | Specialized      | Manager: Renate Holczer Dir. sportivi: Hans-Michael Holczer, Udo Bölts, Christian Henn (dal 5 agosto), Reimund Dietzen (dal 5 agosto), Theo Maucher (dal 5 agosto), Gianni Faresin (dal 5 agosto) |
| 2006 | GST    | Gerolsteiner      | PT   | Specialized      | Manager: Renate Holczer, Hans-Michael Holczer Dir. sportivi: Hans-Michael Holczer, Udo Bölts, Christian Henn, Reimund Dietzen, Christian Wegmann                                                  |
| 2007 | GST    | Gerolsteiner      | PT   | Specialized      | Manager: Renate Holczer, Hans-Michael Holczer Dir. sportivi: Hans-Michael Holczer, Udo Bölts, Christian Henn, Reimund Dietzen, Christian Wegmann, Theo Maucher                                    |
| 2008 | GST    | Gerolsteiner      | PT   | Specialized      | Manager: Renate Holczer, Hans-Michael Holczer Dir. sportivi: Christian Henn, Reimund Dietzen, Christian Wegmann, Theo Maucher, Michael Rich                                                       |

### Classifiche UCI
| Anno | Classifica | Pos. | Migliore cl. individuale |
| ---- | ---------- | ---- | ------------------------ |
| 1998 | -          | 44º  | Andreas Kappes (339º)    |
| 1999 | GSII       | 12º  | Michael Rich (184º)      |
| 2000 | GSII       | 10º  | Michael Rich (98º)       |
| 2001 | GSII       | 7º   | Georg Totschnig (135º)   |
| 2002 | GSI        | 11º  | Davide Rebellin (9º)     |
| 2003 | GSI        | 6º   | Davide Rebellin (5º)     |
| 2004 | GSI        | 3º   | Davide Rebellin (6º)     |
| 2005 | ProTour    | 6º   | Davide Rebellin (3º)     |
| 2006 | ProTour    | 6º   | Stefan Schumacher (10º)  |
| 2007 | ProTour    | 14º  | Davide Rebellin (2º)     |
| 2008 | ProTour    | 14º  | Davide Rebellin (24º)    |

## Palmarès

### Grandi Giri
- Giro d'Italia

Partecipazioni: 7 (2002, 2003, 2004, 2005, 2006, 2007, 2008)
Vittorie di tappa: 4
2006: 3 (2 Stefan Schumacher, Robert Förster)
2007: 1 (Robert Förster)
Vittorie finali: 0
Altre classifiche: 0
- Tour de France

Partecipazioni: 6 (2003, 2004, 2005, 2006, 2007, 2008)
Vittorie di tappa: 1
2005: 1 (Georg Totschnig)
Vittorie finali: 0
Altre classifiche: 0
- Vuelta a España

Partecipazioni: 4 (2005, 2006, 2007, 2008)
Vittorie di tappa: 2
2005: 1 (Heinrich Haussler)
2006: 1 (Robert Förster)
Vittorie finali: 0
Altre classifiche: 0

### Classiche monumento
- Liegi-Bastogne-Liegi: 1

2004 (Davide Rebellin)

### Campionati nazionali
- Campionati austriaci: 6

Cronometro: 2000 (René Haselbacher); 2001, 2002, 2004 (Georg Totschnig)
In linea: 2002 (René Haselbacher); 2003 (Georg Totschnig)
- Campionati tedeschi: 10

In linea: 2007, 2008 (Fabian Wegmann)
Cronometro: 1999 (Walzer); 2000, 2003, 2004, 2005 (Rich); 2001 (Peschel); 2006 (Lang)
In salita: 2000 (Andreas Sauerborn)
- Campionati sloveni: 1

Cronometro: 1999 (Branko Filip)
- Campionati svizzeri: 2

In linea: 2007, 2008 (Beat Zberg)